# John Drew Barrymore
John Drew Barrymore, nato John Blyth Barrymore (Los Angeles, 4 giugno 1932 – Los Angeles, 29 novembre 2004), è stato un attore statunitense.

## Biografia

### Famiglia
Nato a Los Angeles, appartiene alla terza generazione della famiglia Barrymore, costituita da molti attori. I suoi genitori erano John Barrymore e Dolores Costello. 
Nel 1958 cambiò nome per ricordare quello della nonna Georgiana Drew. Il nome originario Blyth era quello di suo nonno Maurice Barrymore e quello originario della dinastia.
Dal 1952 al 1959 fu sposato con l'attrice Cara Williams, dalla quale nel 1954 ebbe un figlio, John Blyth, divenuto attore. Dal 1960 al 1970 fu sposato con la soubrette italiana Gaby Palazzolo, dalla quale ebbe una figlia, Dolores Blyth. Dal terzo matrimonio con l'aspirante attrice Jaid Makó, nel 1975 ebbe la figlia Drew Barrymore, anch'essa affermata attrice. Ebbe un'altra figlia, Brahma (Jessica) Blyth, nata nel 1966 e morta nel 2014.

### Carriera
Dopo gli esordi in televisione, avvenuti nel 1949, debuttò nei primi anni '50 in alcuni film western in cui fu accreditato come John Barrymore Jr. Nel 1958 recitò in Operazione segreta. Comparve anche in Bandito senza colpa (1950), La grande notte (1951), Autopsia di un gangster (1958), Questa è la mia donna (1959), Ponzio Pilato (1961), I diavoli di Spartivento (1963), Roma contro Roma (1964) e altri film, principalmente drammatici, di avventura e di azione.
Negli anni '60 si dedicò nuovamente a ruoli per serie televisive. L'ultima sua apparizione risale al 1976 (Baby Blue Marine).
Morì a causa di un tumore all'età di 72 anni.
È stato inserito nella Hollywood Walk of Fame nel 1960.

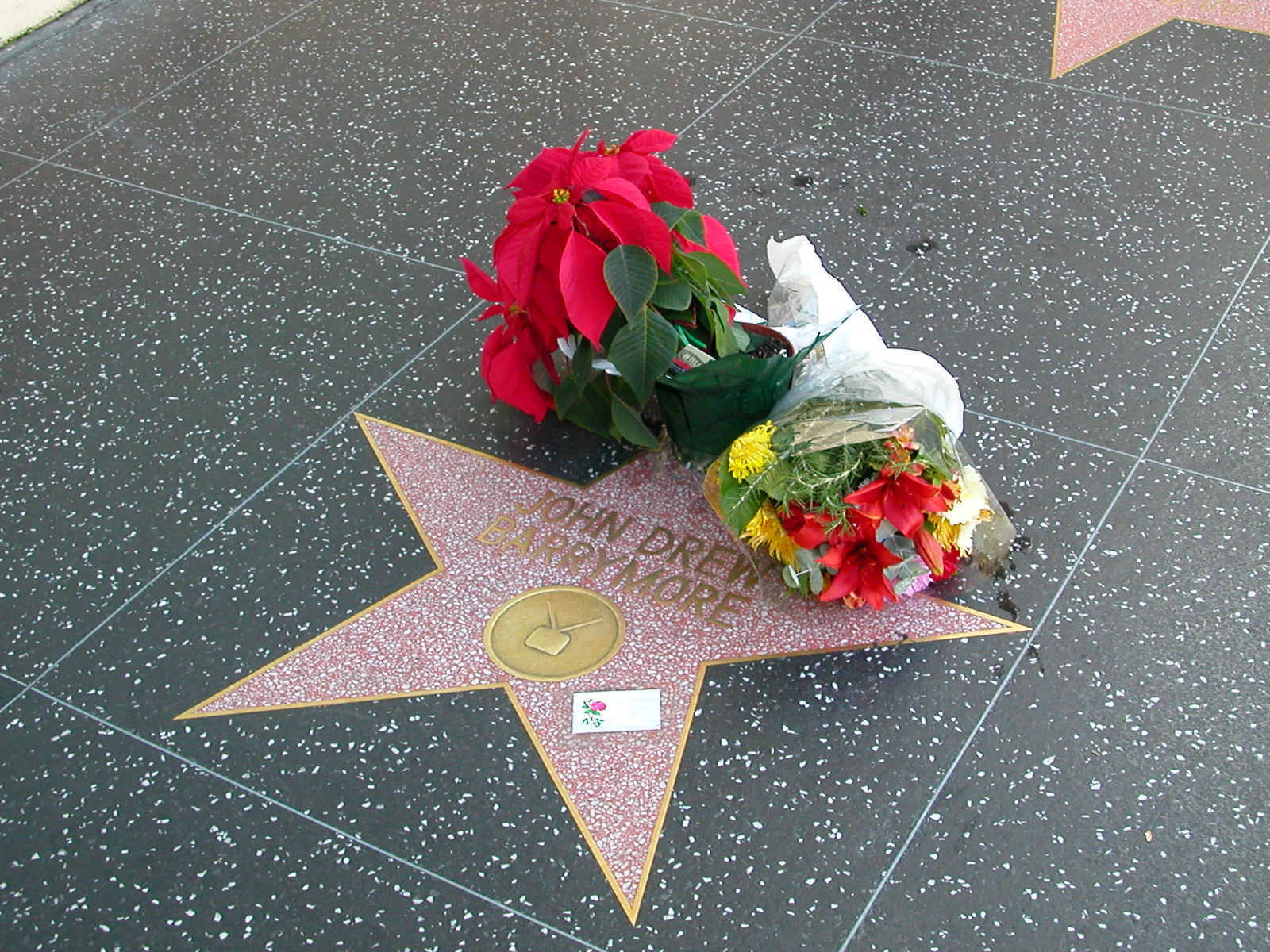
Stella sulla Hollywood Walk of Fame

## Filmografia parziale

### Cinema
- La frusta di fuoco (The Sundowners), regia di George Templeton (1950)
- Bandito senza colpa (High Lonesome), regia di Alan Le May (1950)
- La grande notte (The Big Night), regia di Joseph Losey (1951)
- Quebec, regia di George Templeton (1951)
- Aquile tonanti (Thunderbirds), regia di John H. Auer (1952)
- Quando la città dorme (While the City Sleeps), regia di Fritz Lang (1956)
- L'ombra alla finestra (The Shadown on the Window), regia di William Asher (1957)
- Operazione segreta (High School Confidential!), regia di Jack Arnold (1958)
- Autopsia di un gangster (Never Love a Stranger), regia di Robert Stevens (1958)
- Questa è la mia donna (Night of the Quarter Moon), regia di Hugo Haas (1959)
- I cosacchi, regia di Giorgio Rivalta e Viktor Turžanskij (1960)
- La donna dei faraoni, regia di Viktor Turžanskij (1960)
- L'ultimo zar (Les Nuits de Raspoutine), regia di Pierre Chenal (1960)
- Ti aspetterò all'inferno, regia di Pietro Regnoli (1960)
- Il conquistatore di Corinto, regia di Mario Costa (1961)
- La guerra di Troia, regia di Giorgio Ferroni (1961)
- Ponzio Pilato, regia di Irving Rapper e Gian Paolo Callegari (1961)
- Col ferro e col fuoco, regia di Fernando Cerchio (1962)
- I diavoli di Spartivento, regia di Leopoldo Savona (1963)
- Roma contro Roma, regia di Giuseppe Vari (1964)
- Delitto allo specchio, regia di Jean Josipovici e Ambrogio Molteni (1964)
- Crimine a due, regia di Romano Ferrara (1964)

### Televisione
- The Eddie Cantor Comedy Theater – serie TV, episodio 1x19 (1955)
- Climax! – serie TV, episodi 3x08-4x06 (1956-1957)
- The 20th Century-Fox Hour – serie TV, episodio 2x08 (1957)
- Westinghouse Desilu Playhouse – serie TV, episodio 1x07 (1958)
- Gli uomini della prateria (Rawhide) – serie TV, episodi 2x07-7x10-8x02 (1959-1965)
- Selvaggio west (The Wild Wild West) – serie TV, episodio 1x09 (1965)
- I giorni di Bryan (Run for Your Life) – serie TV, episodio 1x21 (1966)
- I sentieri del west (The Road West) – serie TV, episodi 1x01-1x02 (1966)
- Codice Gerico (Jericho) – serie TV, episodio 1x14 (1966)

## Doppiatori italiani
- Nando Gazzolo in I cosacchi, Ti aspetterò all'inferno, Il conquistatore di Corinto
- Gianfranco Bellini in Quando la città dorme, Ponzio Pilato (Gesù)
- Giuseppe Rinaldi in Col ferro e col fuoco, I diavoli di Spartivento
- Pino Locchi in La guerra di Troia
- Massimo Turci in Ponzio Pilato (Giuda)
- Silvano Tranquilli in Roma contro Roma
- Renato Izzo in Crimine a due